# Hau-nebut
Hau-nebut war in der Vergangenheit die vermutete ägyptische Bezeichnung für das Gebiet der Ägäis beziehungsweise für die Inselbewohner im Ägäischen Meer. Es bestand die Annahme, dass es sich dabei um die Inselgruppe der Kykladen handelt, die hinter Kreta und dem Meer von Kreta und dem südlichen Ägäischen Meer liegen. 
Neuere Untersuchungen haben ergeben, dass sich der Begriff „Hau-nebut“ von einer Geländeform ableitete und zunächst als allgemeine altägyptische nord- und nordwestliche Regionsangabe von Inseln sowie „Fremdländern“ im sowie an den Ufern des Mittelmeeres oder als Geländebeschreibung in der Unterwelt diente. Eine genauere Lokalisierung ermöglichen erst Zusatzbezeichnungen, beispielsweise „Chasut-nebut“ für Fremdländer, die Wüstengebirgsregionen umfassen. Dagegen bezeichnet der Begriff „Idebu-hau-nebut“ (Jdbw-ḥ3w-nbwt) die Küstenregionen des östlichen Mittelmeers.
Daneben fand seit der Spätzeit, insbesondere in der Ptolemäerzeit, die Bezeichnung „Hau-nebut“ als gleichsetzendes Synonym der „griechischen Bevölkerung“ Anwendung. 

## Geografische Zuordnung

„nebet“ als halbzylindrische Geländeform (dreidimensional)

Der Begriff „nebut“ ist im Zusammenhang von „Hau-nebut“ erstmals im Alten Reich unter Cheops als allgemeine Geländebeschreibung belegt, wobei „nebut“ wahrscheinlich zusätzlich als Oberbegriff für „Inseln“ fungierte; von Jean Vercoutter noch mit „Korbländer“ übersetzt. Im Pyramidentext 366 wird die Heimat der Hau-nebut als Ort beschrieben, der „von den Wassern des Meeres umkreist wird“.
Während in den unter anderem aus Tanis und Tebtynis stammenden Listen der Neunbogenvölker die Synonyme „Ta mehu“ sowie „Mehti“ („Nordland“) als Zusatzerklärungen für „Chaset-charu“ verwendet werden, erhält die Region Hau-nebut folgende Zuordnung: „Inseln des Meeres und viele Fremdländer“. Seit der 26. Dynastie ist die Gleichsetzung mit „Griechenland, Ägäis“ eindeutig nachweisbar. 
In der griechisch-römischen Zeit bezeichnete es unumstritten Griechenland; bezüglich früherer Zeiten kommt es jedoch auf den inhaltlichen Zusammenhang an, um eine mögliche Zuordnung vornehmen zu können. Silke Roth verneint daher eine genaue Gebietsverortung, da es sich bei dem Begriff Hau-nebut um keine explizite geografische Zuordnung handele. Vielmehr stellt Hau-nebut einen Oberbegriff von verschiedenen Regionen dar.

## Erwähnungen der Hau-nebut
Nach der Vertreibung der Hyksos ist in einer Inschrift des Ahmose I. zu lesen: Ahhotep I., Herrin des Landes, Gebieterin über die Ufer der Hau-nebut, die mit erhabenen Namen in allen Fremdländern. Die „Ufer“ verweisen in das östliche Mittelmeer, da die zugehörigen Grabbeigaben aus den Regionen der Ägäis stammen. Im Zusammenhang mit Ahhotep I. ist „Hau-nebut“ wahrscheinlich als Oberbegriff für „die restliche Welt“ zu verstehen, deren Grenzen außerhalb Ägyptens liegen.
Aus der Inschrift der Amasis-Stele geht hervor, dass in seinem dritten Regierungsjahr „Kebenet-Schiffe“ mit „Hau-nebut“ besetzt waren. In diesem Zusammenhang steht die Aussage Herodots, dass Apries ionische sowie karische Söldner angefordert habe. Den Versuchen einiger Ägyptologen, die die Hau-nebut in Phönizien sowie Syrien ansiedeln wollen, stehen die Angaben in diversen Ortsnamenlisten widersprüchlich gegenüber. Dort werden die Hau-nebut in keinem Beleg als Volk beziehungsweise Region in unmittelbarer Nähe zu Ägypten erwähnt. Vielmehr wird ihr Name zumeist als „nördliche Region“ beschrieben; in seltenen Fällen auch in nordwestlicher Verortung.